# فرنسيس إس. لو
فرنسيس إس. لو (بالإنجليزية: Francis Stuart Low)‏ هو عسكري أمريكي، ولد في 15 أغسطس 1894 في ألباني في الولايات المتحدة، وتوفي في 22 يناير 1964 في أوكلاند في الولايات المتحدة.